# Kajo Agjić
Kajo Agjić, magyarosan Agjics Kajus (Pleternica, 1805. január 19. – Pozsega, 1892. december 1.) szlavón ferences szerzetes és tartományfőnök.

## Életútja
1822. november 1-jén lépett a rendbe, s 1826. március 23-án szentelték pappá. A rend könyvtárnoka és történetírója volt Pozsegában, régiségeket is gyűjtött. 
Több cikket írt a Priatel Puka (Népbarát) és más pozsegai szláv hírlapokba 1861 és 1866 között.

## Munkái
- Sastav Bogoslovja delorednog. (Theologiának rendszere közhasználatra.) Buda, 1847. két kötet.
- Štijenje poslanice i evanđelja za sve nedjelje i svetkovine preko godine. (Evangeliumok.) Zágráb, 1851.
- Dvie cudoredne predstave. (Két erkölcsi előadás.) Pozsega, 1861.